# Era Roqueta
Era Roqueta és una muntanya de 1.975 metres que es troba al municipi de Naut Aran, a la comarca de la Vall d'Aran.